# Micreremus macrofissura
Micreremus macrofissura är en kvalsterart som beskrevs av Hammer 1979. Micreremus macrofissura ingår i släktet Micreremus och familjen Micreremidae. Inga underarter finns listade i Catalogue of Life.